# جهة سوس ماسة
جهة سوس ماسة هي إحدى الجهات الإدارية في التقسيم الجهوي الجديد للمملكة المغربية منذ 2015، وتتكون من عمالتين و 4 أقاليم تمتد على مساحة تقدر بحوالي 789 53 كم² أي ما يوازي 7.6% من المساحة الإجمالية للمغرب. يحدها من الشمال جهة مراكش أسفي وجهة درعة تافيلالت ومن الشرق الحدود الجزائرية المغربية و من الجنوب جهة كلميم واد نون ومن الغرب المحيط الأطلسي. وتضم جهة سوس ماسة، حسب الإحصاء العام للسكان والسكنى لسنة 2014، مليونيين و 676 ألف نسمة أي ما يعادل حوالي 7,9% من مجموع سكان المغرب.

## الاقتصاد
تزخر جهة سوس ماسة بمؤهلات اقتصادية ترتكز على ثرواتها الطبيعية وإمكانياتها في مجالات الفلاحة والصيد البحري والسياحة والصناعة.

### الفلاحة
تعتبر الفلاحة الركيزة الأساسية لاقتصاد جهة سوس ماسة حيث تشغل يدا عاملة مهمة تساعد على إنماء الصناعة خصوصا منها الصناعة الغذائية، وذلك راجع لما تتوفر عليه من مؤهلات وإمكانيات تتمثل أساسا في موقعها الإستراتيجي. وتعتبر الزراعة قطاعا اقتصاديا رائدا بالجهة، فرغم مناخها شبه الجاف فهي تتوفر على مساحات مهمة صالحة للزراعة، رغم أنها لا تتعدى 8,6% من مساحتها الإجمالية، وتتمركز بسهل سوس الذي يمتد على مساحة تغطي عمالتي أكادير إداوتنان وإنزكان أيت ملول وأقاليم اشتوكة آيت باها، تارودانت، وتيزنيت وتختص هذه المنطقة بزراعة سقوية عصرية تزود المغرب بمنتوجات متنوعة من بواكر، خضروات، وحوامض.
إستطاعت الجهة برسم سنة 2016-2017 أن تُصدر 173 423 طُن من الحوامض، 735 927 طُن من البواكر، و 1028 طُن من زيت الأركان نحو دول الاتحاد الأوروبي، روسيا، الولايات المتحدة الأمريكية، كندا، ومجموعة من الدول الإفريقية.

### الصيد البحري
يكتسي الصيد البحري أهمية خاصة بالجهة، إذ يلعب دورا أساسا في تنميتها الاقتصادية والاجتماعية، ويشكل ثروة جهوية ووطنية، كما يشغل يدا عاملة كبيرة، إضافة إلى الدور الذي يلعبه في جلب الإستثمارات وتحصيل موارد من العملة الصعبة. فالصيد بالجهة يعد ثالث قطاع من حيث الأهمية الاقتصادية، بعد الفلاحة والسياحة، إذ يساهم في تنمية الأنشطة الموازية كالصناعة والتجارة.
يساهم قطاع الصيد البحري بنسبة 11% من الإنتاج الداخلي للجهة وهو ما يوازي 2,3 % من الإنتاج الداخلي الخام الوطني. هذا ويقدر عدد العاملين بالقطاع بحوالي 40.000 شخصا مساهما بذلك ب 4% من حجم الشغل بالجهة و 1,3% من التشغيل الوطني. و تتوفر الجهة على أسطول يتكون من 370 وحدة للصيد الساحلي و 284 وحدة للصيد في أعالي البحار، بالإضافة إلى أسطول هام من وحدات الصيد التقليدي.

### الصناعة
تحتل الصناعة مكانة متميزة في تنمية النشاط الاقتصادي والاجتماعي على مستوى الجهة وترتكز أساسا على المنتوجات البحرية والفلاحية، وقد عرفت تطورا نتيجة النمو الذي عرفه قطاع الصناعة الغذائية بالأساس وكذا قطاع الصناعة الكيماوية. وتتواجد بالجهة عدة مناطق صناعية تلعب دورا ملموسا في توسيع حجم الاستثمارات الصناعية. وتتوزع هذه المناطق عبر أقاليم الجهة على الشكل التالي:
- المنطقة الصناعية تاسيلا بعمالة إنزكان ايت ملول[5] و بعمالة أكادير إدا وتنان
- المنطقة الصناعية أيت ملول بعمالة إنزكان أيت ملول
- المنطقة الصناعية سيدي بيبي بإقليم شتوكة آيت باها
- المنطقة الصناعية أولاد تايمة بإقليم تارودانت
- المنطقة الصناعية تزنيت بإقليم تيزنيت

## السياحة
يعد القطاع السياحي ركيزة أساسية في اقتصاد جهة سوس ماسة، ويشكل مصدرا هاما للعملة الصعبة ومحركا لتنشيط عدة قطاعات، كما يساهم في توفير فرص الشغل .
و يعد مناخ الجهة وتكامل تضاريسها وتنوع إرثها الحضاري والثقافي والفني من العوامل المباشرة التي جعلت منها قطبا سياحيا هاما بالمغرب .

## النقل والمواصلات
تعرف التجهيزات الطرقية بالجهة تحسنا ملحوظا، إذ تتوفر على شبكة طرقية تمتد على طول 7.449 كلم، حوالي 68% منها معبدة. بالإضافة إلى الطريق السيار بين مراكش وأكادير على مسافة 225 كلم، ويشمل أول نفق يتم إنجازه على شبكة الطرق السيارة بالمغرب يبلغ طوله 562 متر. كما يتضمن ثلاثين منشأة هندسية و 13 جسرا و 7 محطات للأداء وأربع باحات للاستراحة ومركزيين للصيانة.
وفيما يخص البنيات الجوية تتوفر الجهة على مطار أكادير المسيرة الدولي، الذي يقدم وجهات دولية وداخلية، وقد وصل عدد المسافرين به إلى أكثر من مليونين مسافر سنة 2019.
أما فيما يخص البنية المينائية فتتوفر جهة سوس ماسة على ميناء مهم هو ميناء أكادير، وتكتسي أنشطة هذا الميناء طابعا مزدوجا فهو يستقبل سفن البضائع والمسافرين كما يستقبل أيضا بواخر الصيد، وبفضل هذا الميناء الكبير يعرف اقتصاد الجهة انفتاحا على الخارج بواسطة مبادلاته التجارية الهامة.
ويجري حالياً دراسة مشروع لربط أكادير التي تعتبر عاصمة جهة سوس ماسة بخط السكك الحديدية إنطلاقاً من مراكش.

## الرياضة
تتوفر الجهة عموماً على العديد من البنيات الرياضية المختلفة من ملاعب وقاعات مغطاة ومسابح، وأهم ملعب لكرة القدم بالجهة هو ملعب أدرار في أكادير بسعة 480 45 مقعد.

## الساكنة
توزيع الساكنة سنة 2014 حسب العمالات والأقاليم
بلغ عدد ساكنة جهة سوس ماسة حسب إحصاء 2014 للسكان والسكنى 2.676.847 نسمة (بينهم 4914 أجنبي) مع تسجيل نمو سكاني بنسبة 13،18% بين سنتي 2004 و 2014. وبذلك يبلغ متوسط نسبة التزايد السكاني السنوي نفس معدل التزايد السكاني الوطني أي 1،42% .
تبلغ نسبة ساكنة الجهة 8% من نسبة الساكنة في المغرب. الثقل الديموغرافي الذي تتمتع به الجهة يحتل المرتبة السادسة وهو منخفض نسبيا.
تبلغ الكثافة السكانية في الجهة 49.8 نسمة في كم². مقارنة مع الكثافة السكامية للمغرب (47.6)، تحتل الجهة المرتبة السابعة بين الجهات الأكثر كثافة سكانيا.

### توزيع الساكنة حسب العمالات والأقاليم
توزيع الساكنة حسب العمالات والأقاليم يعكس هيمنة إقليم تارودانت وعمالتي أكادير إداوتانان وإنزكان آيت ملول.
أكثر من نصف ساكنة الجهة توجد في أقاليم أكادير إداوتنان، إنزكان أيت ملول وشتوكة أيت باها (57%)، والإقليم الأقل من حيث عدد السكان هو إقليم طاطا (4% من مجموع ساكنة الجهة).

### التزايد الديموغرافي
أسباب التزايد الديموغرافي للساكنة الحضرية في الجهة، بالإضافة إلى الخصوبة الطبيعية نجد، توسيع حدود الحواضر الحضرية، إنشاء مراكز حضرية جديدة وأيضا الهجرة القروية نحو المدن.
في الواقع، سجلت عمالة إنزكان أيت ملول أكبر معدل زيادة (2،85%) متبوعة بإقليم شتوكة أيت باها (2،24%) وعمالة أكادير إداوتنان (2.10%) بينما سجل إقليم تارودانت معدل (%0.72). ونجد معدلات سلبية 0٫31%- و 0،45%- على مستوى إقليمي طاطا وتيزنيت على التوالي.

## التقسيم الإداري

### عمالات وأقاليم الجهة
تنقسم جهة سوس ماسة إلى 4 أقاليم وعمالتين، وتضم ما مجموعه 175 جماعة (21 جماعة حضرية و 154 جماعة قروية).

عمالة أكادير إداوتنان
عمالة إنزكان أيت ملول
إقليم شتوكة آيت باها
إقليم تارودانت
إقليم تيزنيت
إقليم طاطا

### مدن الجهة
| الشعار | المدينة          | صورة | الإقليم/العمالة        | المساحة (كلم²) | عدد السكان (2014) | العمدة            | الموقع                          |
| ------ | ---------------- | ---- | ---------------------- | -------------- | ----------------- | ----------------- | ------------------------------- |
|        | أكادير           |      | عمالة أكادير إدا وتنان | 116.11         | 421,844           | عزيز أخنوش        | 30°25′N 9°35′W / 30.41°N 9.58°W |
|        | آيت ملول         |      | عمالة إنزكان آيت ملول  | 26.95          | 171,847           | هشام القيسوني     | 30°20′N 9°29′W / 30.33°N 9.49°W |
|        | إنزكان           |      | عمالة إنزكان آيت ملول  | 13.08          | 130,333           | رشيد المعيفي      | 30°21′N 9°32′W / 30.35°N 9.53°W |
|        | الدشيرة الجهادية |      | عمالة إنزكان آيت ملول  | 9.81           | 100,336           | ابراهيم الدهموش   | 30°22′N 9°32′W / 30.37°N 9.53°W |
|        | القليعة          |      | عمالة إنزكان آيت ملول  | 107.55         | 83,235            | محمد بيكز         | 30°17′N 9°27′W / 30.29°N 9.45°W |
|        | أولاد تايمة      |      | إقليم تارودانت         | 29.61          | 89,387            | عبد الغني ليمون   | 30°24′N 9°13′W / 30.4°N 9.21°W  |
|        | تارودانت         |      | إقليم تارودانت         | 74.15          | 80,149            | إسماعيل الحريري   | 30°28′N 8°52′W / 30.46°N 8.86°W |
|        | تزنيت            |      | إقليم تيزنيت           | 70.05          | 74,699            | إبراهيم بوغضن     | 29°43′N 9°43′W / 29.71°N 9.71°W |
|        | بيوكرة           |      | إقليم شتوكة آيت باها   | 11.64          | 37,933            | الحسين الفاريسي   | 30°13′N 9°22′W / 30.21°N 9.37°W |
|        | أولاد برحيل      |      | إقليم تارودانت         | 22.33          | 24,288            | عبد العزيز أمجان  | 30°39′N 8°29′W / 30.65°N 8.48°W |
|        | طاطا             |      | إقليم طاطا             | 15.06          | 18,611            | الحسن زبير        | 29°44′N 7°58′W / 29.74°N 7.97°W |
|        | آيت ايعزة        |      | إقليم تارودانت         | 12.17          | 14,259            | إبراهيم الباعلي   | 30°31′N 8°47′W / 30.51°N 8.79°W |
|        | الكردان          |      | إقليم تارودانت         | 19.65          | 12,313            | إبراهيم اجنين     | 29°39′N 7°57′W / 29.65°N 7.95°W |
|        | فم زكيد          |      | إقليم طاطا             | 1,213.77       | 8,986             | أحمد حميمة        | 30°05′N 6°52′W / 30.08°N 6.87°W |
|        | أقا              |      | إقليم طاطا             | 433.84         | 6,870             | مولاي الشريف رشيد | 29°25′N 8°15′W / 29.41°N 8.25°W |
|        | تاليوين          |      | إقليم تارودانت         | 30.58          | 6,727             | حسن أودال         | 30°32′N 7°55′W / 30.53°N 7.92°W |
|        | فم الحصن         |      | إقليم طاطا             | 2,759.46       | 6,353             | أحمد بوزحاي       | 29°01′N 8°53′W / 29.01°N 8.89°W |
|        | تافراوت          |      | إقليم تيزنيت           | 56.94          | 6,345             | علي غازي          | 29°43′N 8°58′W / 29.72°N 8.97°W |
|        | آيت باها         |      | إقليم شتوكة آيت باها   | 1.94           | 5,668             | محمد اليربوعي     | 30°04′N 9°09′W / 30.07°N 9.15°W |
|        | إيغرم            |      | إقليم تارودانت         | 137.85         | 4,108             | عثمان نجيب        | 30°05′N 8°28′W / 30.09°N 8.46°W |

## جغرافيا
من الناحية الطبيعية تتميز الجهة بتنوع تضاريسها، حيث تتكون من جبال وسهول كما تتوفر على عدة أودية وروافد، أما الطبقات المائية فهي محدودة ومستغلة بشكل مفرط. كما يوجد بالجهة موروث غابوي مهم بحيث تصل نسبة المساحات الطبيعية إلى حوالي 19% من المساحات المتواجدة على الصعيد الوطني. وتغطي الغابة ما يقارب 16% من التراب الجهوي، منها 49 % بإقليم تارودانت. ولا ننسى غابات شجرة أركان التي لا تنمو إلا في المغرب. وتشكل الجهة حزاما ممتدا من المحيط الأطلسي إلى الحدود الجزائرية مقسمة البلاد إلى جزئين. مما يؤهلها لأن تكون صلة وصل بين شمال المغرب وجنوبه وبالتالي القيام بدور استراتيجي على الصعيدين الاقتصادي والسوسيو - ثقافي.

### المناخ
تتميز الجهة عموما بمناخ قاري بالداخل ومعتدل بالساحل، يتأثر بعدة عوامل أهمها التضاريس والمحيط الأطلسي والصحراء. ويلاحظ تباينا في التساقطات المطرية من حيث الزمان والمكان، وتتراوح ما بين 70 ملم و 600 ملم.

### المياه
يوجد بالجهة تسعة سدود كبرى ومتوسطة بحقينة تتجاوز 370 مليون متر مكعب في السنة، أي حوالي 70% من الموارد المائية الممكن تعبئتها بحوض سوس- ماسة. وتمتد المساحة الإجمالية لحوض سوس ماسة حوالي 27.880 كلم2، بحيث تقدر الموارد المائية السطحية للحوض بحوالي 668 مليون م3 سنويا، أما إيرادات المياه الجوفية المتجددة التي يتم تعبئتها حاليا فتقدر بحوالي 425 مليون م3، تضم الكمية المعبئة بالسدود، والكميات المأخوذة من الفرشاة المائية ومن مجاري المياه، أما الفرشاة المائية الباطنية فاستغلالها كبير جدا ويفوق نسبة 150%.
نظراً للخصاص المسجل في الموارد المائية بجهة سوس ماسة، وتماشيا مع أهداف البرنامج الوطني للتزويد بالماء الشروب ومياه السقي للفترة ما بين 2020-2027، أطلق الملك محمد السادس في يناير 2020 مشروع إنجاز محطة تحلية مياه البحر في منطقة “الدويرة” بالجماعة الترابية إنشادن، إقليم اشتوكة آيت باها، ويهدف المشروع إلى ضمان الأمن المائي ومواكبة الطلب المتزايد على هذا المورد، والحد من آثار التغيرات المناخية. وتلبي المحطة حاجيات أقاليم أكادير إداوتنان، إنزكان أيت ملول وشتوكة أيت باها من الماء الصالح للشرب، علاوة عن توفير كميات كبيرة من مياه سقي المزروعات ذات القيمة العالية بسهل اشتوكة.